# Jos Vanroy
Joseph Jos Vanroy (Mechelen, 29 januari 1936 – 13 maart 2020) was een Belgisch syndicalist en politicus voor de CVP.

## Loopbaan
Hij werd geboren in een gezin met vier kinderen. Zijn vader was afkomstig uit het Limburgse Vlijtingen en zijn moeder uit Mol. Tijdens de Tweede Wereldoorlog verbleef zijn vader in gevangenschap in Duitsland. Op het einde van de oorlog, in 1944, werd hun huis gebombardeerd en moest het gezin verhuizen. In 1951 overleed zijn vader. Vanroy doorliep zijn secundair onderwijs aan het Sint-Romboutscollege. Tijdens zijn jeugd was hij actief in de scouts. Voorts voetbalde hij bij KV Mechelen, turnde hij bij turnkring Moed en Kracht en deed hij aan atletiek.
Vanroy was vanaf 1962 ACV-secretaris in Duffel. Tevens was hij arrondissementssecretaris van ACV Metaal voor het arrondissement Mechelen. In 1965 stapte hij in de gemeentepolitiek te Duffel voor de CVP en was er gemeenteraadslid tot 1969. Tevens richtte hij in Duffel de handbalclub HC Duffel op. Na zijn verhuis naar Mechelen werd Vanroy er in 1971 schepen van Sociaal betwiste zaken, jeugd, eigendommen en stadsvernieuwing. Bij de gemeenteraadsverkiezingen van eind 1976 werd Vanroy de lijsttrekker voor de CVP. De kiezers van de meer landelijke deelgemeenten, die in 1977 bij Mechelen gevoegd zouden worden, stemden eerder katholiek zodat de BSP haar positie als grootste partij van de stad verloor. Vanroy volgde begin 1977 de socialist Désiré Van Daele op als burgemeester van de nieuwe fusiegemeente.
Bij de volgende gemeenteraadsverkiezingen in 1982 werden de socialisten onder leiding van oud-minister Jef Ramaekers terug de grootste partij van Mechelen waardoor de CVP en Vanroy in de oppositie verzeilden. Van 1987 tot 1989 zetelde Vanroy in de Senaat als provinciaal senator voor Antwerpen. Door het cumulatieverbod dat door de CVP werd vooropgesteld was dit mandaat niet verenigbaar met het burgemeestersambt van Mechelen dat begin 1989 een aanvang nam. Na de verkiezingen van 1988 was de CVP immers opnieuw de grootste partij van de stad en werd Vanroy wederom aangesteld als burgemeester. De laatste jaren van zijn tweede ambtstermijn werden echter gekenmerkt door hevige interne ruzies binnen de partij. Hierop werd hij samen met de toenmalige schepen Fons Vanstappen en gemeenteraadslid Gust Emmeregs uit de partij gezet.
Vanroy richtte in 1994 de scheurpartij Christen Democratische Vernieuwing op en trok hiermee naar de gemeenteraadsverkiezingen. De partij behaalde slechts één zetel (Herbert Crol, die later overstapte naar de CVP). In de aanloop van de verkiezingen van het jaar 2000 werd toenadering gezocht tot de CVP. De scheurpartij plande aanvankelijk opnieuw met een eigen lijst op te komen. Dat ging niet door en Vanroy hield de politiek voor bekeken.
In de Stedelijke Musea Mechelen bevindt zich een bronzen borstbeeld gegoten door Frans Van den Brande in 1997.